# Novomoskovsk (Rusia)
Novomoskovsk (del ruso: Новомосковск) es una ciudad del óblast de Tula, en Rusia, centro administrativo del raión homónimo. Está situada a 46 km (52 km por carretera) al sur de Tula. Su población se elevaba en 2010 a 131.247 habitantes.

## Historia

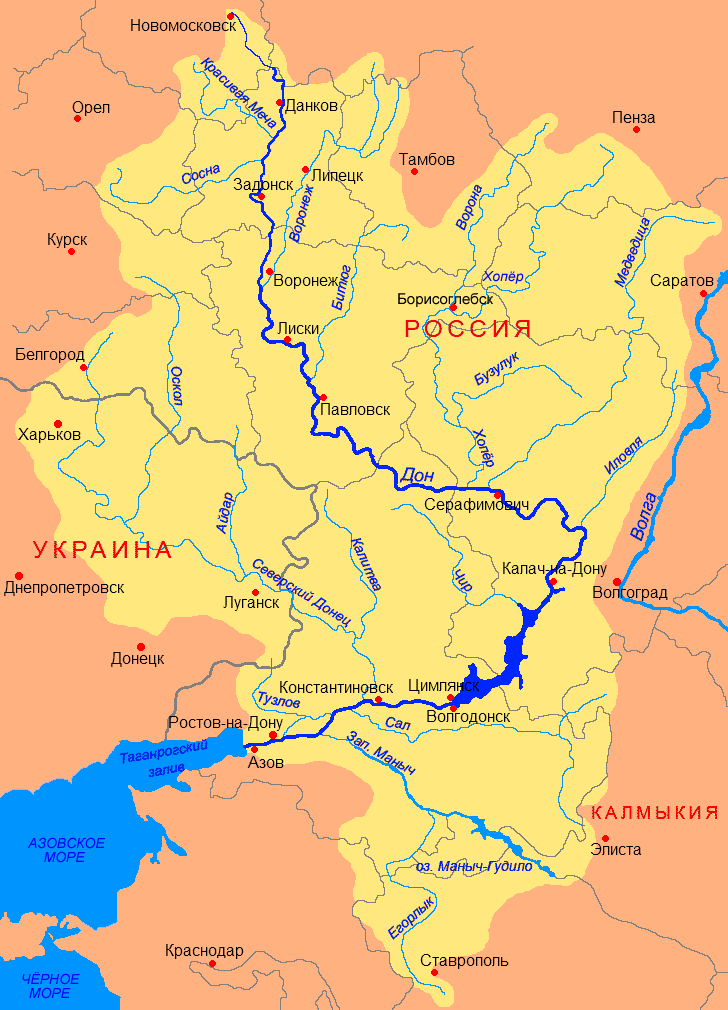
Mapa en ruso del río Don (Дон) en el que se lee —arriba junto a su nacimiento— Novomoskovsk (Новомосковск)

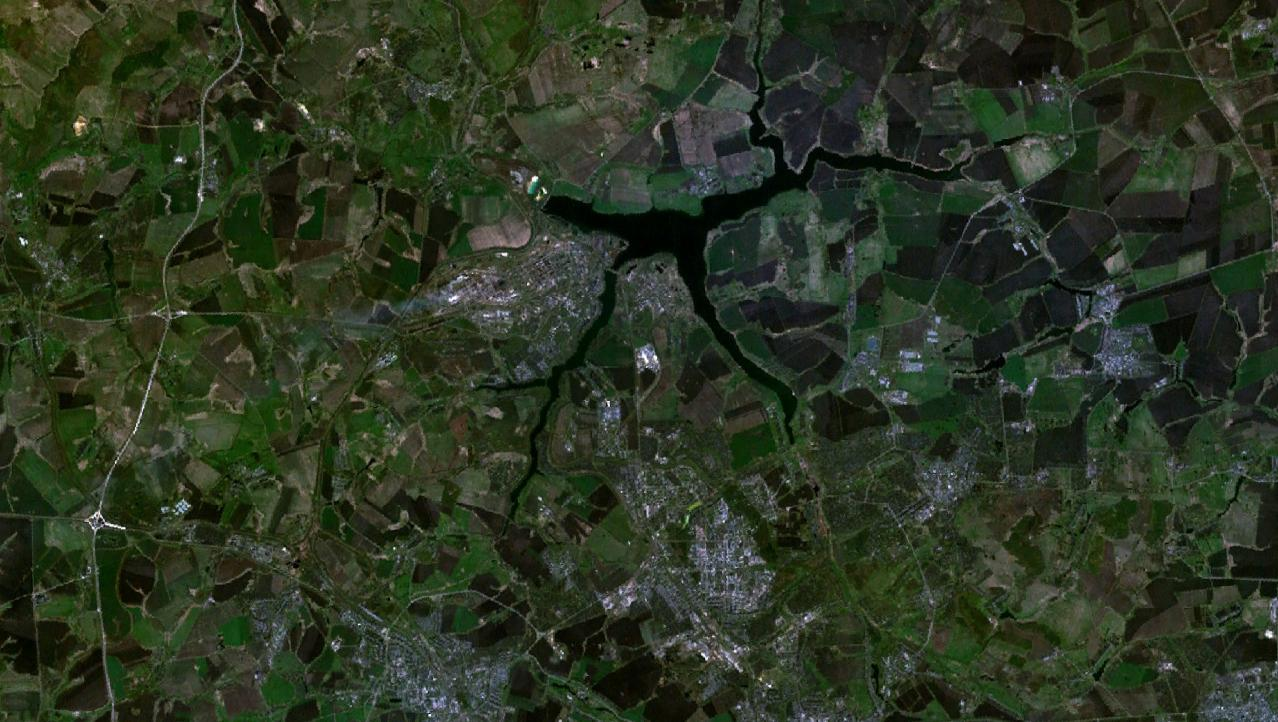
La ciudad vista desde el espacio

La ciudad se inició en el siglo XVIII con la construcción de una casa solariega de la familia de los condes Bobrinski. Comenzó a industrializarse en el siglo XIX. Durante el período soviético, la ciudad continuó desarrollándose como centro de extracción de carbón y luego gracias a la construcción de un importante complejo químico en 1930, cuando recibió el estatus de ciudad. Fue ocupada temporalmente en la Segunda Guerra Mundial por la Wehrmacht y severamente dañada. Tras la liberación de la ciudad se instaló un campo de prisioneros alemanes. La ciudad ha recibido diversos nombres, Bóbriki (Бо́брики) hasta 1934, Stalinogorsk (Сталиного́рск) de 1934 a 1961. Novomoskovsk recibió la Orden de la Bandera Roja del Trabajo el 14 de enero de 1971. En 2008, la ciudad se había extendido hasta Sokólniki.

## Demografía
| 1939   | 1959    | 1970    | 1979    | 1989    | 2002    | 2007    |
| ------ | ------- | ------- | ------- | ------- | ------- | ------- |
| 76 200 | 107 000 | 134 000 | 146 807 | 146 302 | 134 081 | 125 700 |

## Cultura y lugares de interés
En el territorio de la ciudad se encuentra la fuente del río Don y del Shat. También cabe destacar como monumento natural el embalse de Pronsk.
La ciudad cuenta con una biblioteca general y una técnica-científica.

## Economía y transporte
La actividad económica de Novomoskovsk está dominada por las fábricas de la industria química, que se encuentran al norte de la ciudad:
- OAO Azot (ОАО "Азот"), filial del grupo ruso Eurojim (Еврохим) : grasas minerales, amoníaco, productos de síntesis orgánica, cloro, sosa cáustica, ácido nítrico, metanol, cuenta con 500 empleados.[1]
- OOO Procter & Gamble - Novomoskovsk (antiguamente Novomoskovsbytjim – Новомосковскбытхим): investigación y desarrollo para la firma americana Procter & Gamble, esta fábrica, que emplea a 1.800 trabajadores, es la primera fabricante de detergente de Rusia.[2]

La ciudad está conectada a la red de ferrocarriles. El transporte público se basa en autobuses, con marshrutkas para el transporte interurbano.

## Ciudades hermanadas
- Kremenchuk, Ucrania
- Kusadasi, Turquía
- Prievidza, Eslovaquia

## Galería

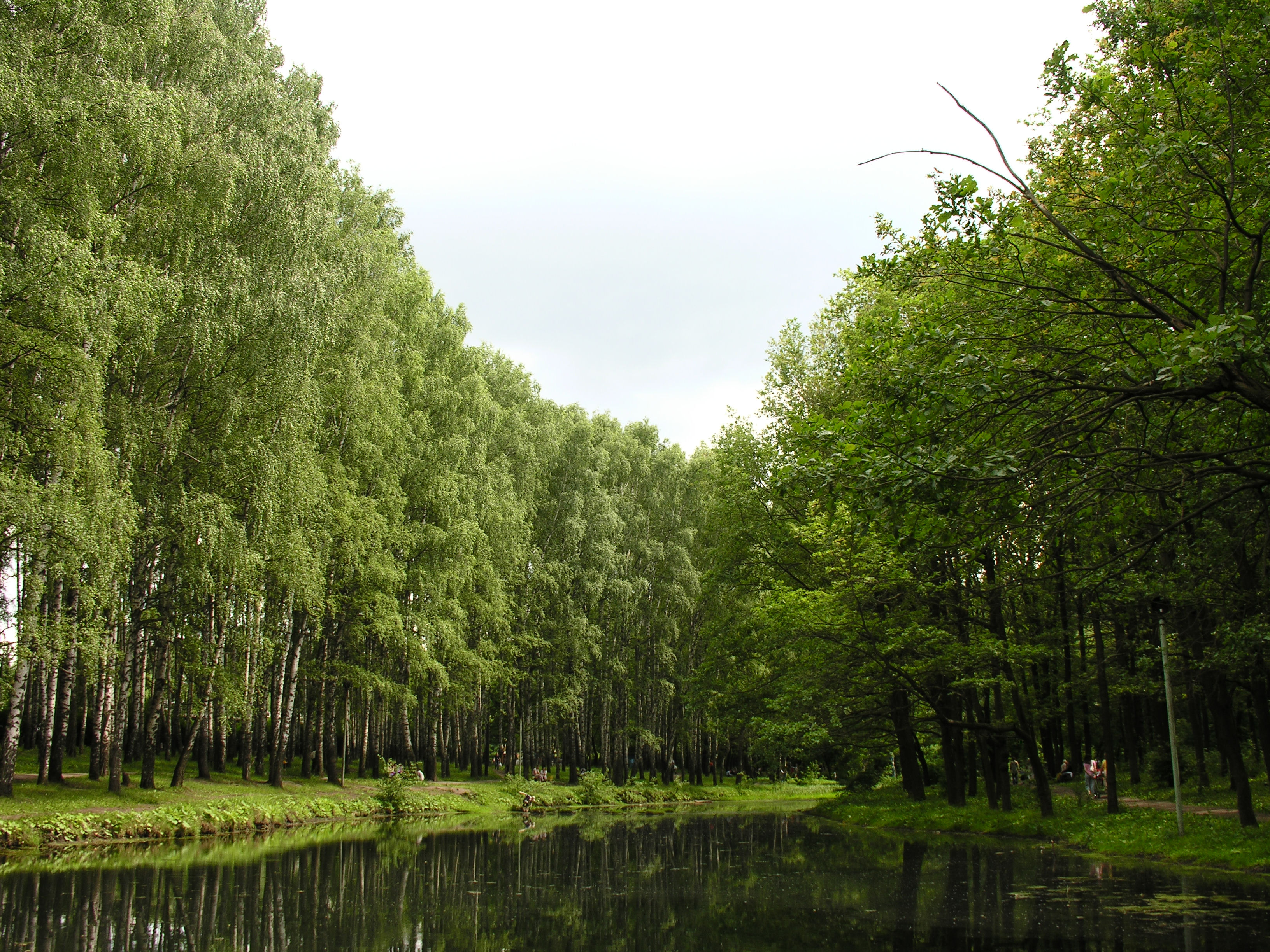
Parque Detski.
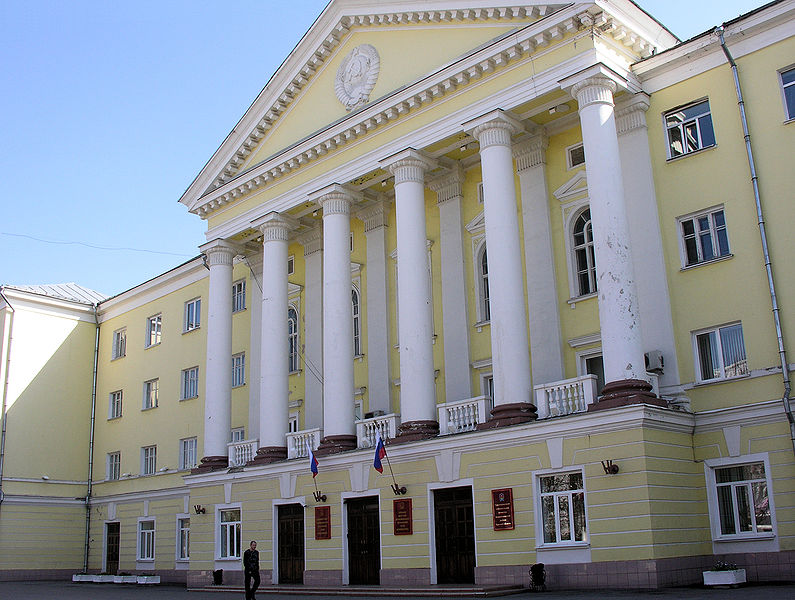
Ayuntamiento.
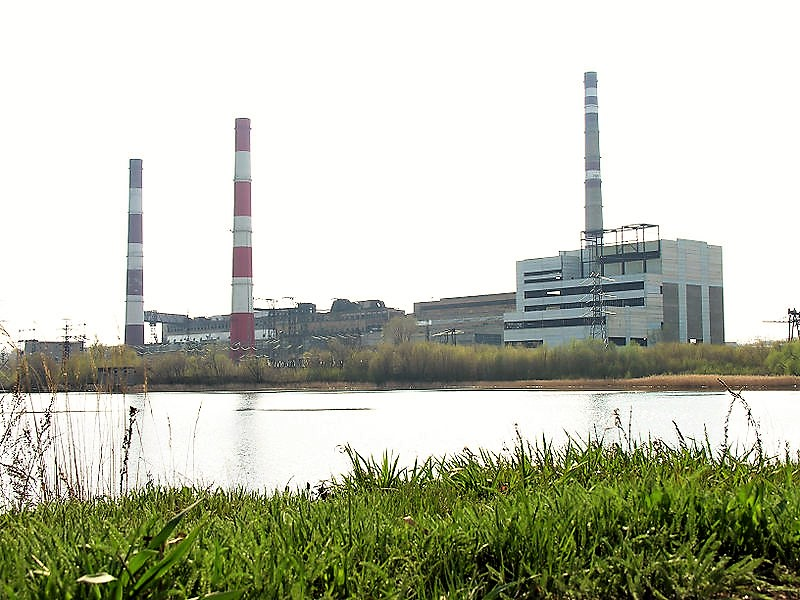
Central energética de Novomoskovsk.
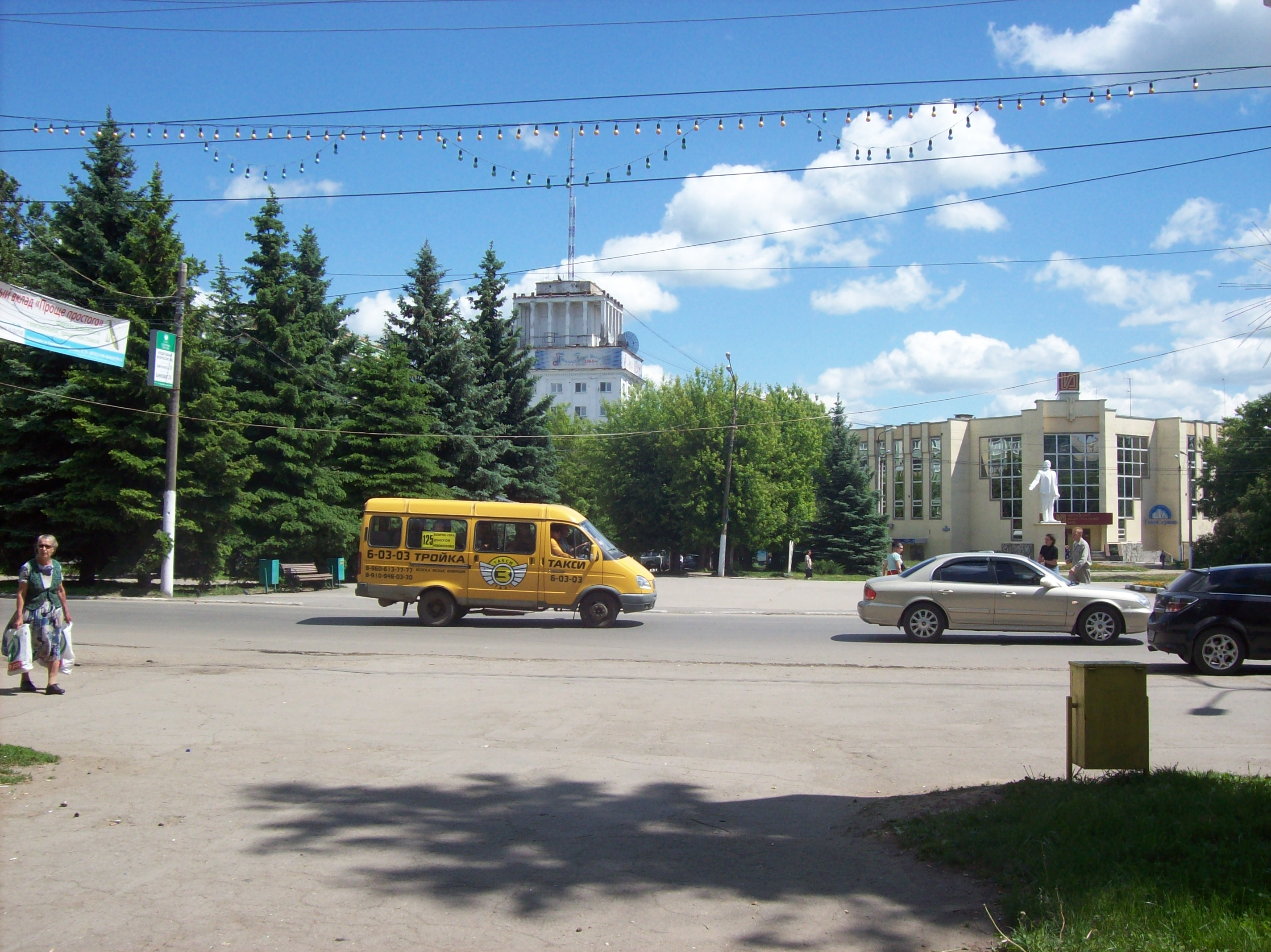
Marshrutka.
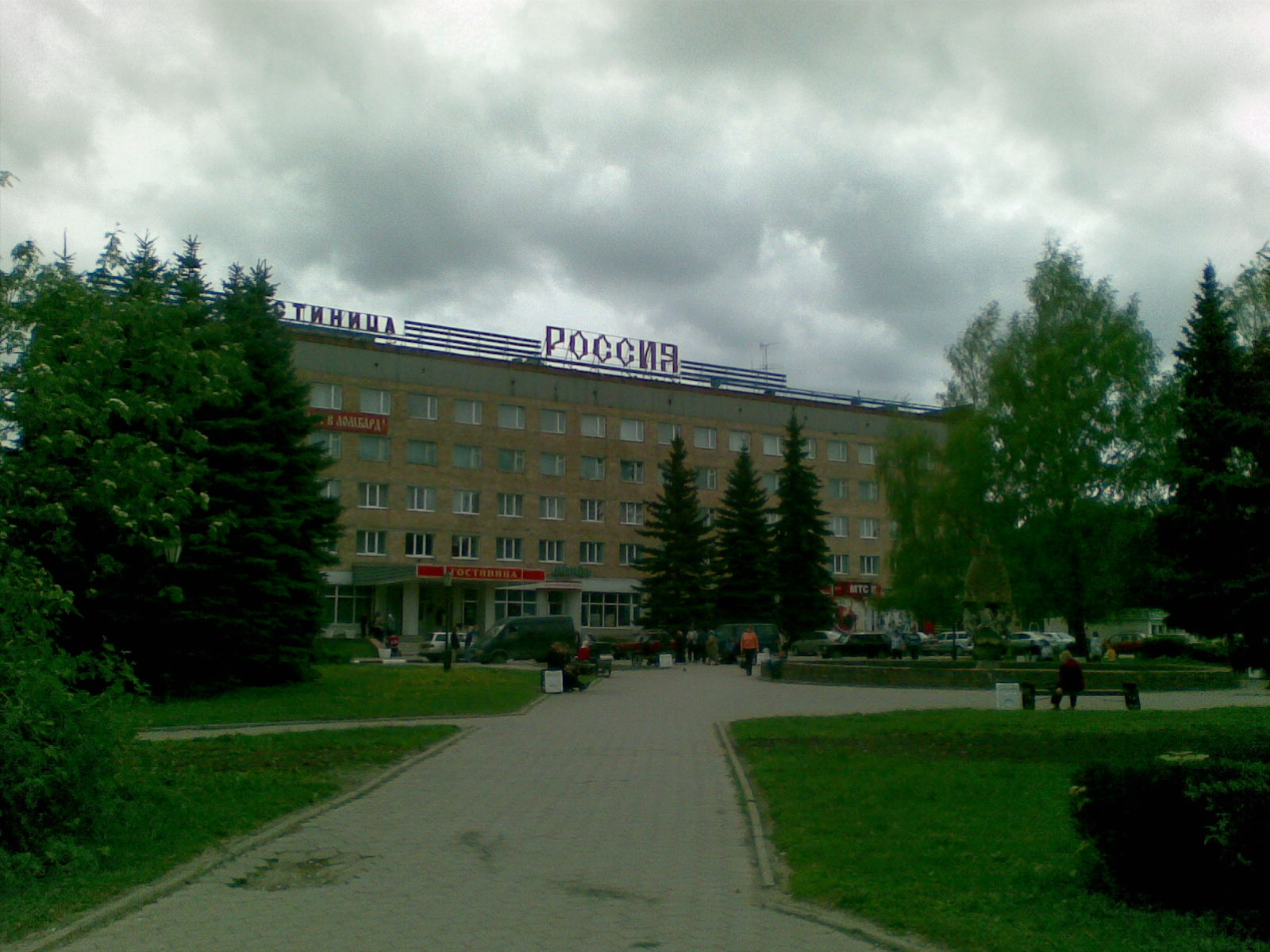
Hotel Rosiya.
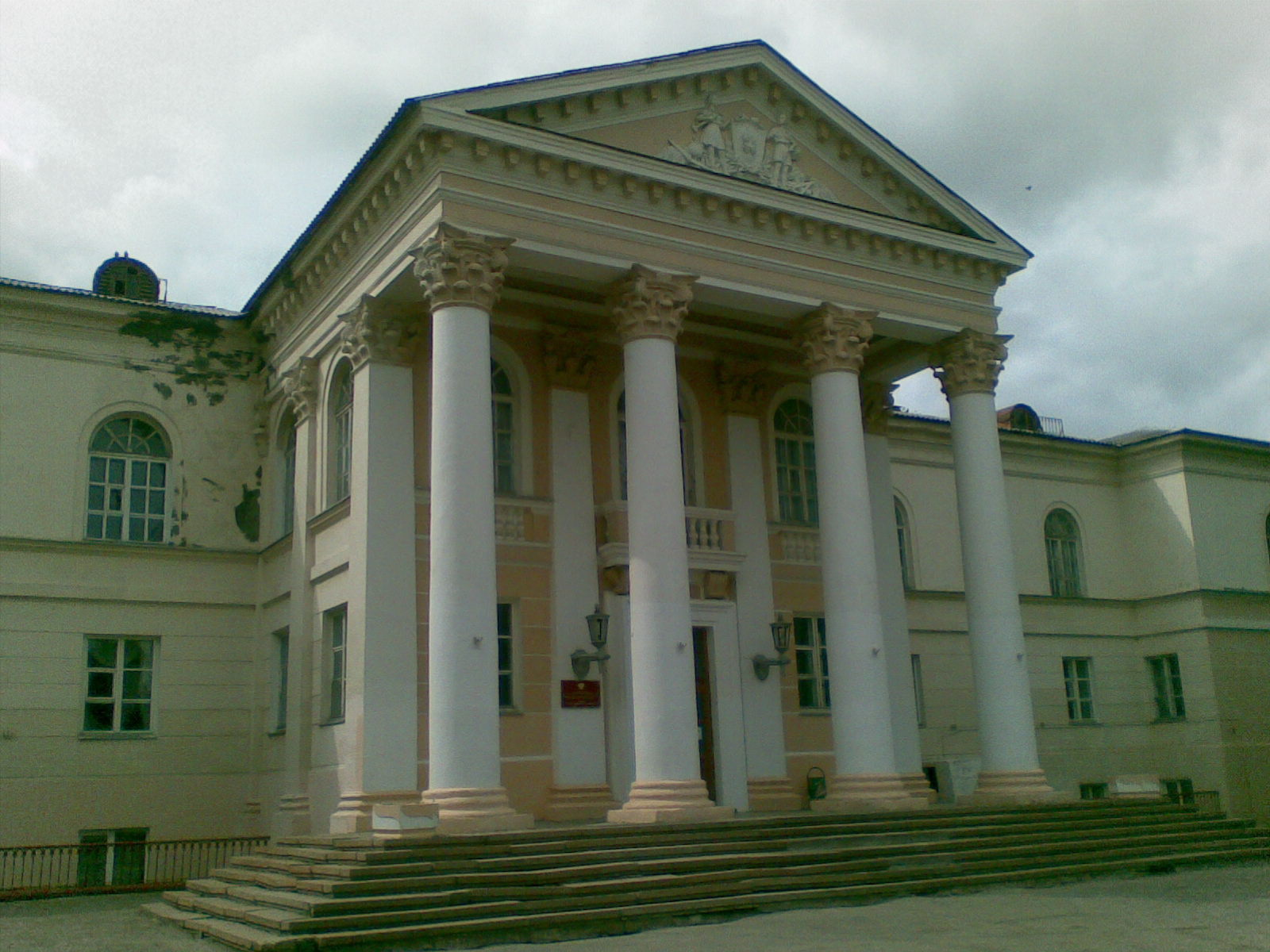
Palacio de la infancia y la juventud.
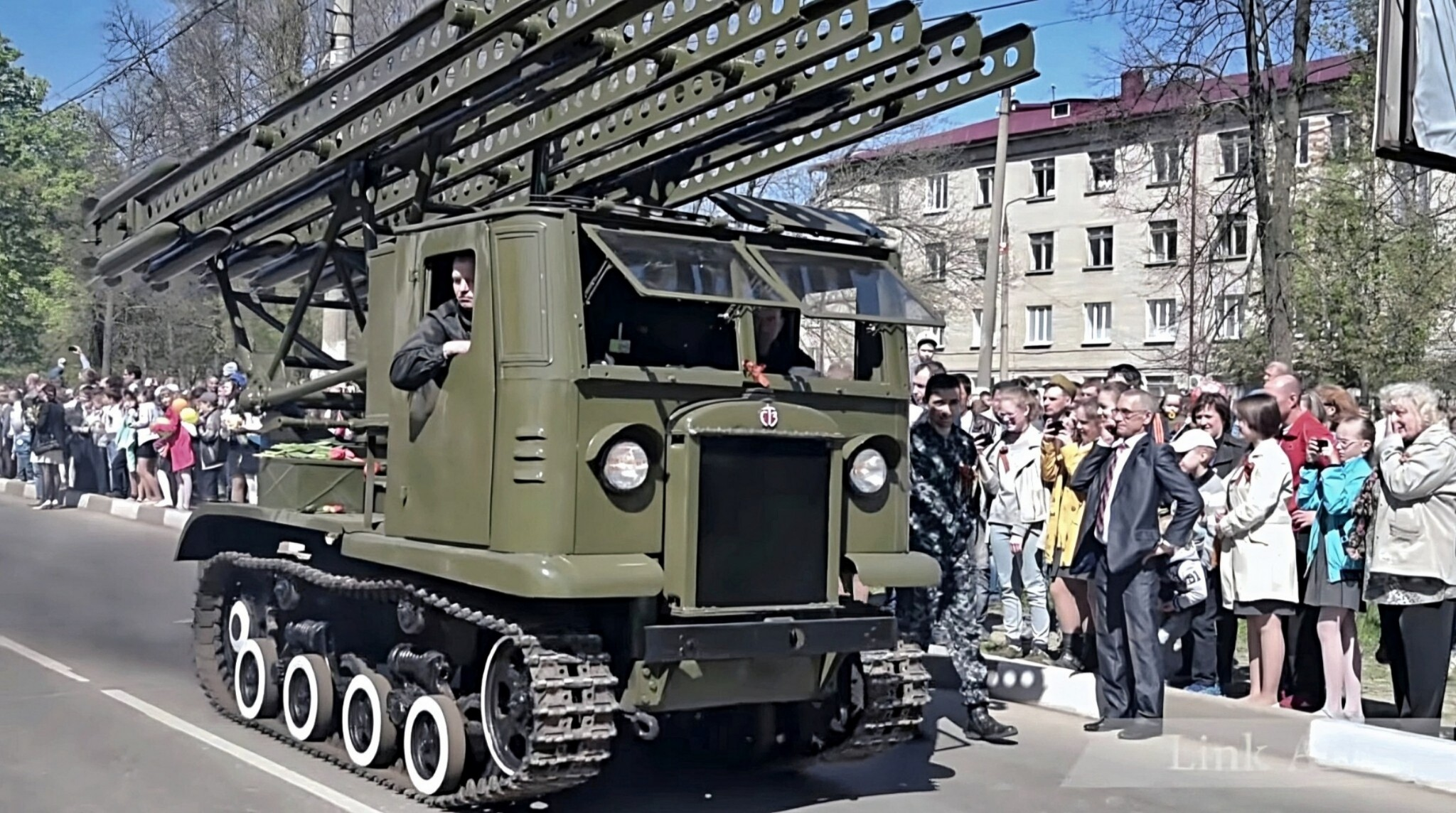
BM-13 "Katusha" sobre STZ-5-NATI.
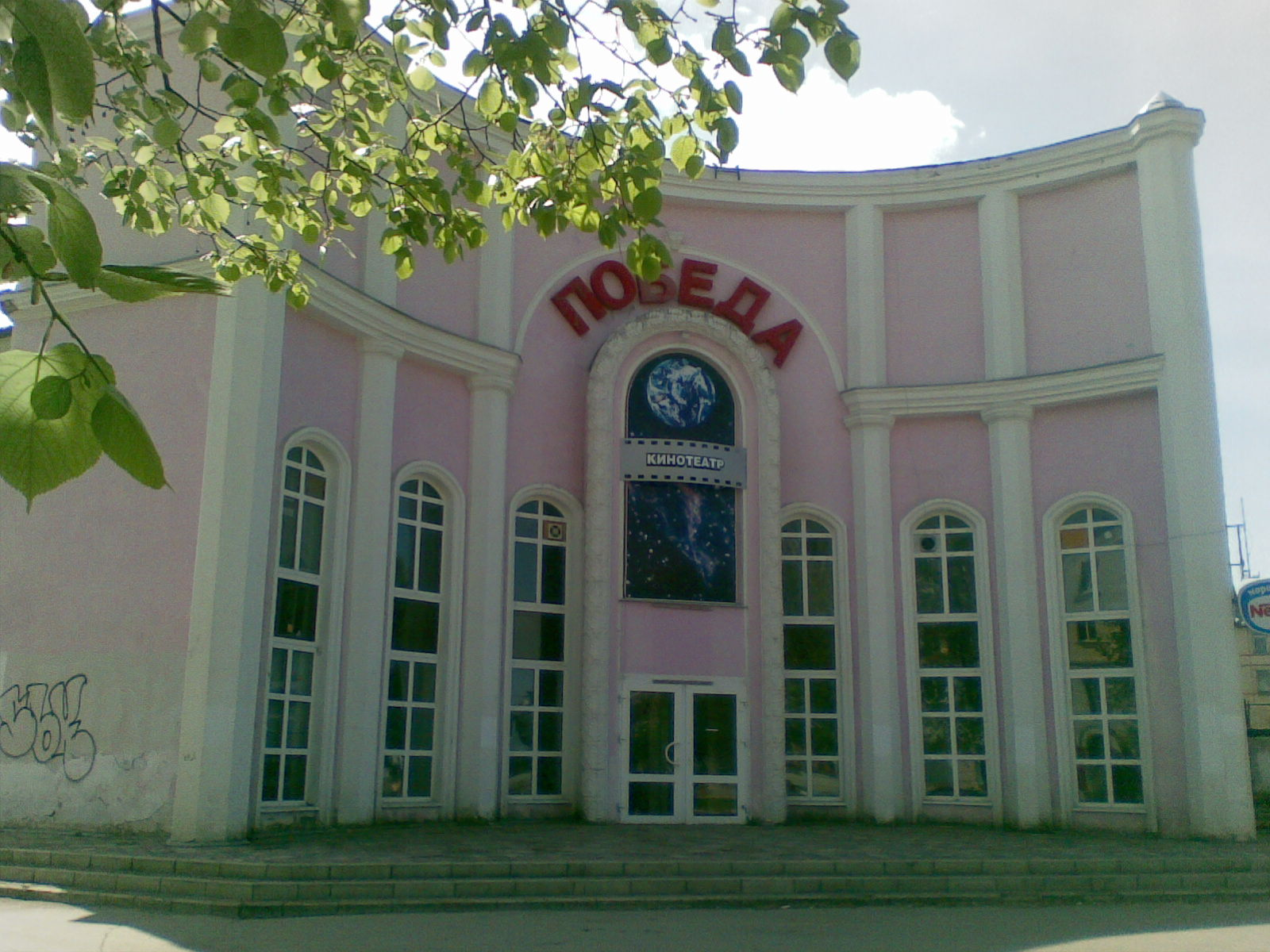
Cine Pobeda.
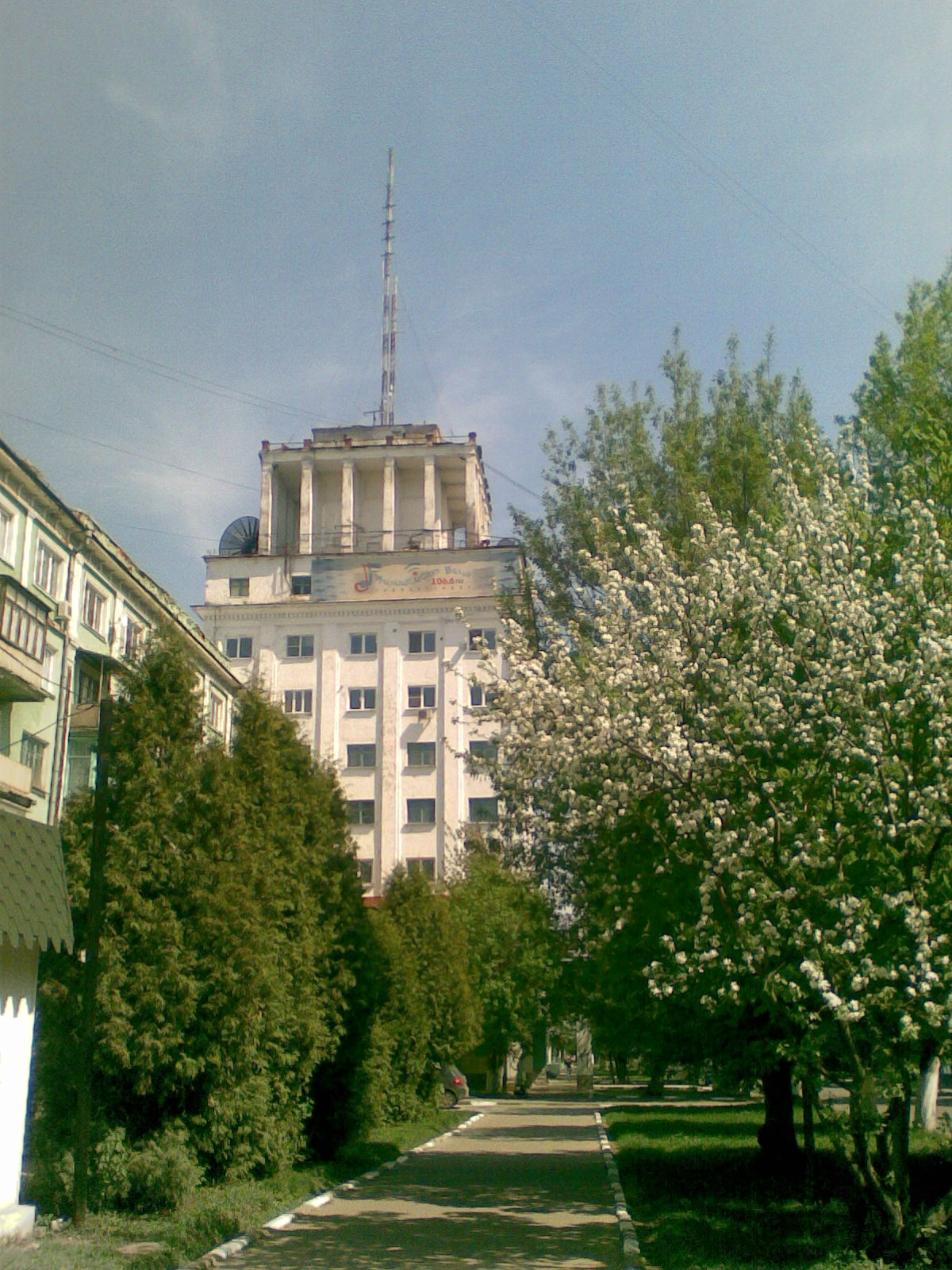
Edificio Stalin.
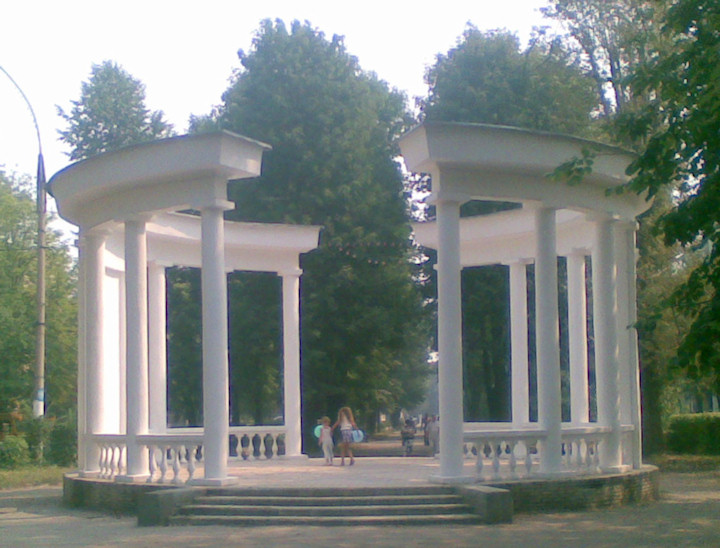
En el centro de Novomoskovsk.
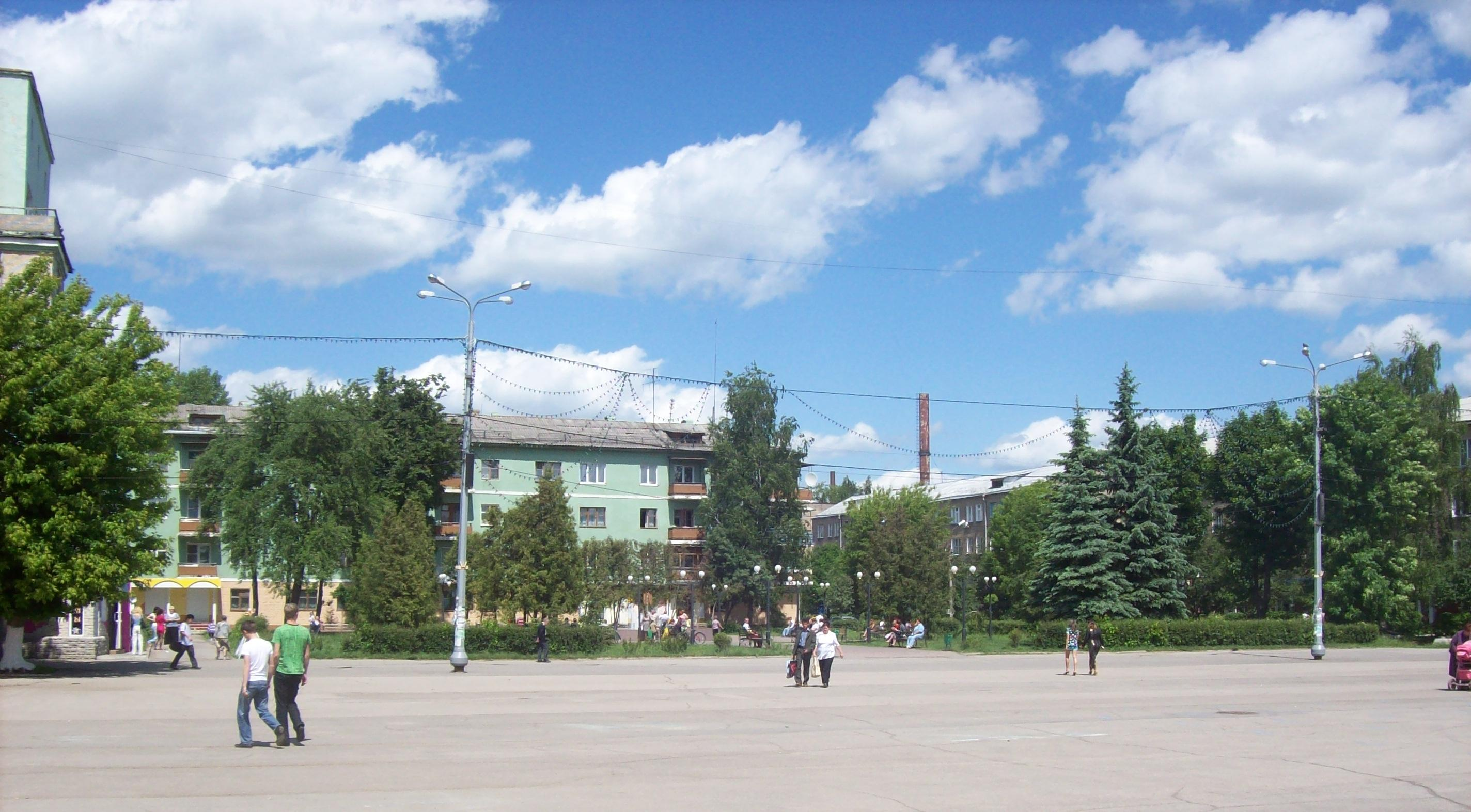
Plaza Sovétskaya.
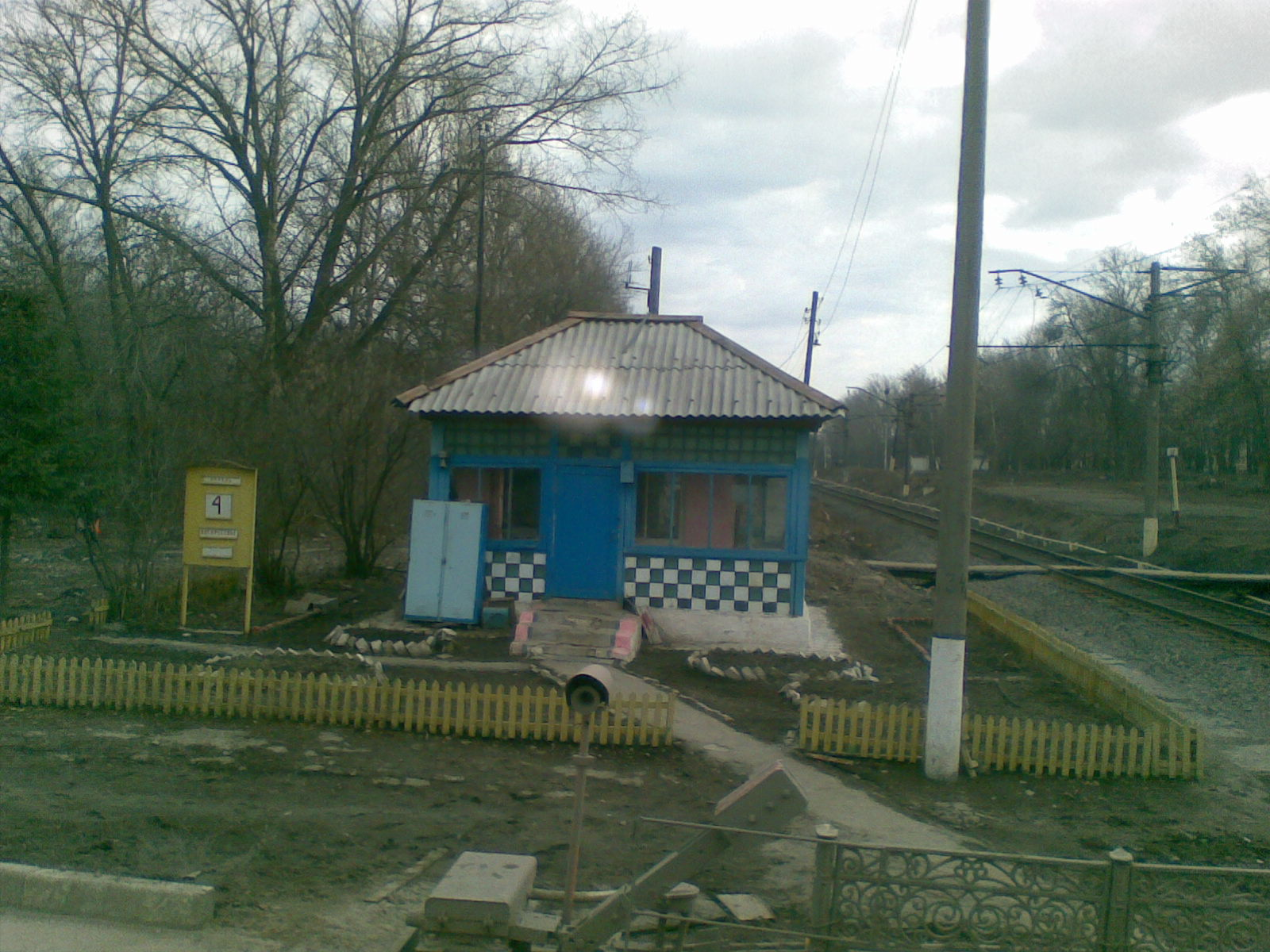
Cruce de la línea de ferrocarril en al ruta a Tula.
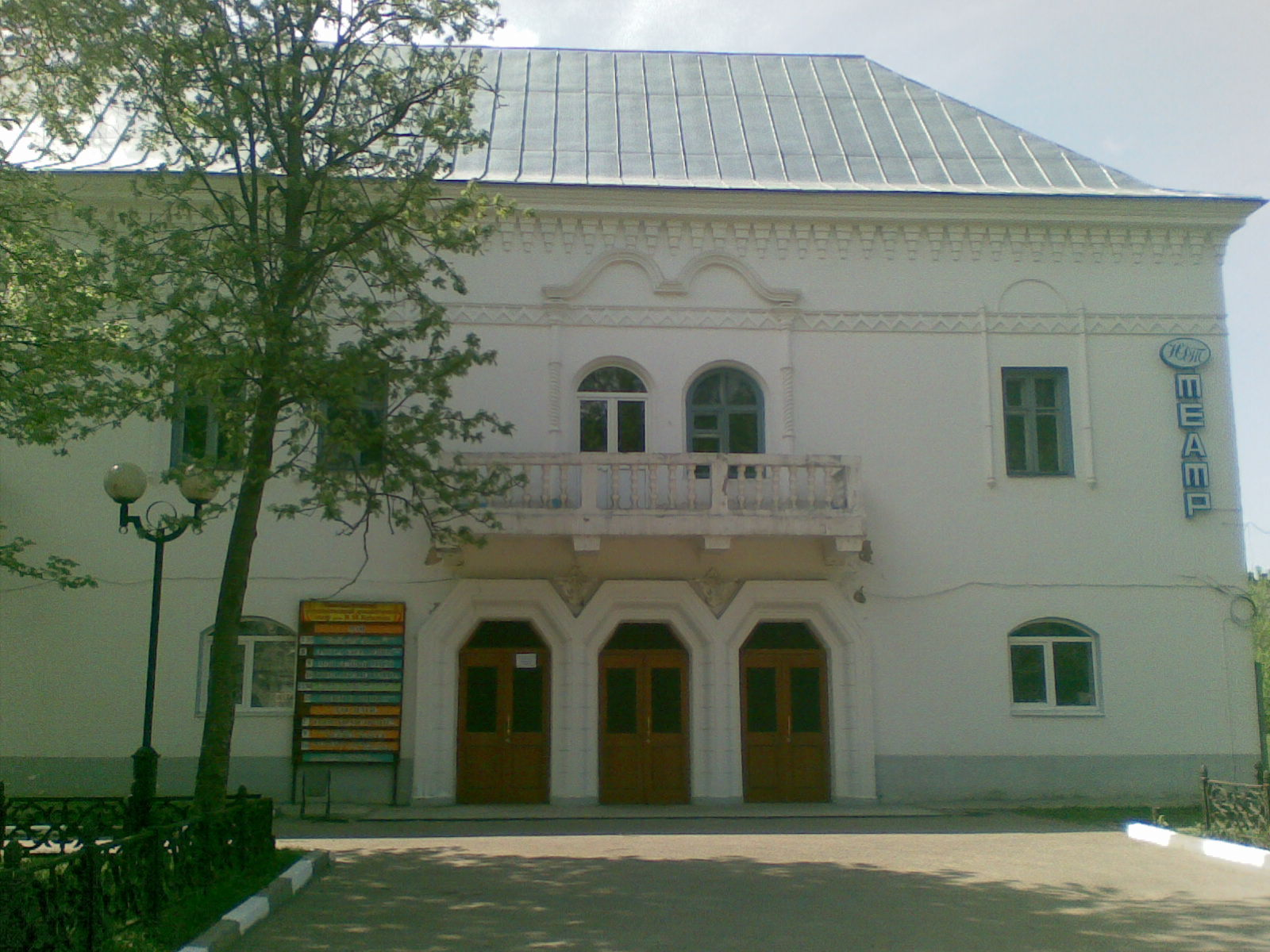
Teatro dramático "V. M. Kachalina".
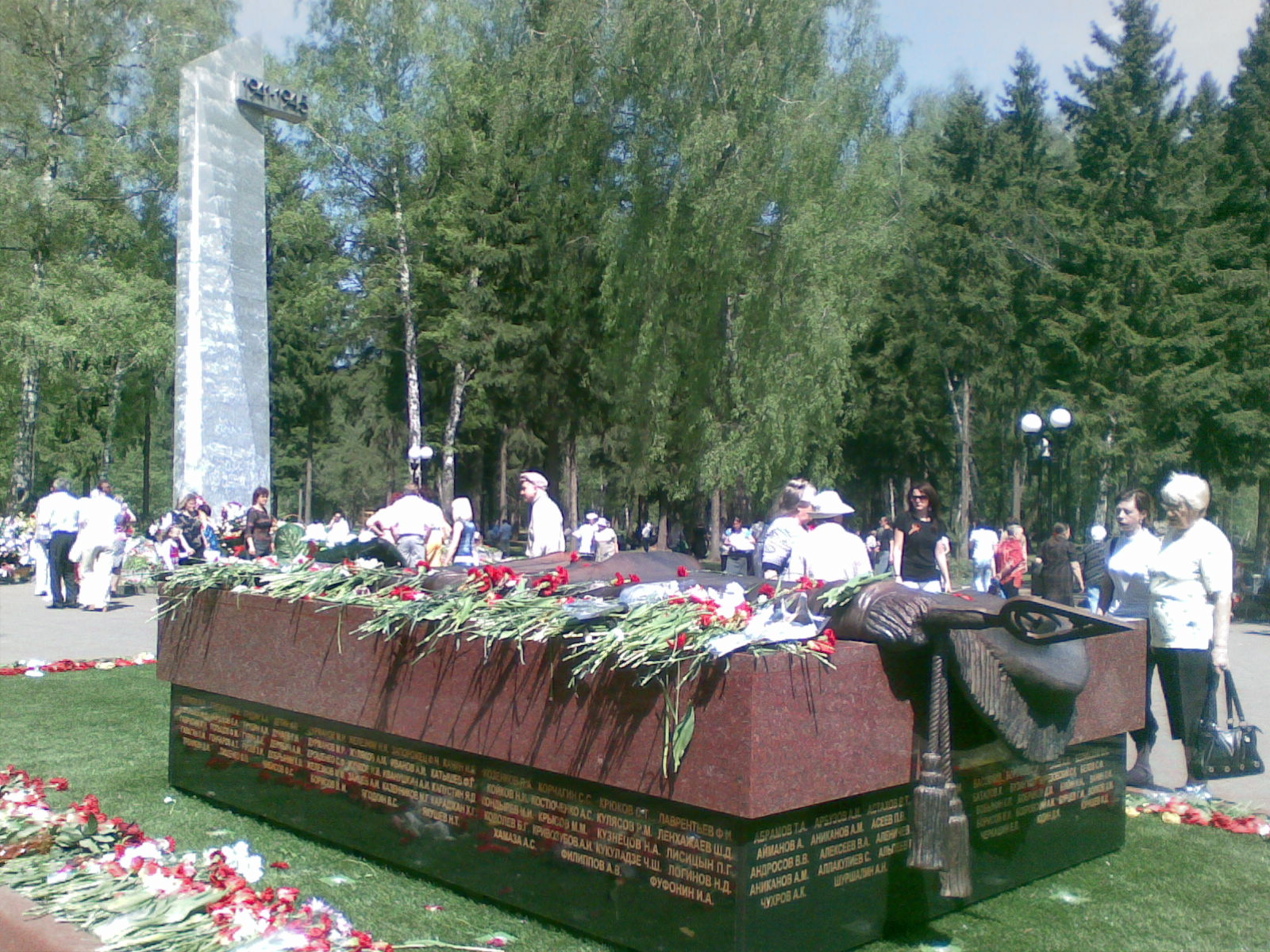
Memorial a los caídos en las batallas por Stalinogorsk.